# The Return of Pipecock Jackxon
A The Return of Pipecock Jackxon egy 1980-as Lee "Scratch" Perry lemez.

## Számok
1. Bed Jammin' 11:08
2. Untitled Rhythm 2:42
3. Give Thankx to Jah 5:49
4. Easy Knocking 5:10
5. Who Killed the Chicken 4:46
6. Babylon Cookie Jar a Crumble 5:23
7. Some Have Fe Halla 5:39

## Külső hivatkozások
- https://web.archive.org/web/20080501201340/http://www.roots-archives.com/release/276